# Episodi di Batman: The Brave and the Bold (prima stagione)
La prima stagione della serie animata Batman: The Brave and the Bold, composta da ventisei episodi, andò in onda negli Stati Uniti d'America tra il 14 novembre 2008 e il 13 novembre 2009, mentre in Italia andò in onda tra l'8 novembre 2009 e il 2010.
| nº | Titolo originale                  | Titolo italiano                        | Prima TV USA     | Prima TV Italia  |
| -- | --------------------------------- | -------------------------------------- | ---------------- | ---------------- |
| 1  | The Rise of the Blue Beetle!      | L'ascesa di Blue Beetle                | 14 novembre 2008 | 8 novembre 2009  |
| 2  | Terror on Dinosaur Island!        | Terrore sull'isola dei dinosauri       | 21 novembre 2008 | 15 novembre 2009 |
| 3  | Evil Under the Sea!               | Attacco sottomarino                    | 5 dicembre 2008  | 22 novembre 2009 |
| 4  | Invasion of the Secret Santas!    | L'invasione dei babbi Natale           | 12 dicembre 2008 | 29 novembre 2009 |
| 5  | Day Of The Dark Knight!           | Il cavaliere oscuro                    | 2 gennaio 2009   | 6 dicembre 2009  |
| 6  | Enter the Outsiders!              | Arrivano gli Outsider!                 | 9 gennaio 2009   | 13 dicembre 2009 |
| 7  | Dawn of the Dead Man!             | Il risveglio del caduto                | 16 gennaio 2009  | 20 dicembre 2009 |
| 8  | Fall of the Blue Beetle!          | La caduta di Blue Beetle               | 23 gennaio 2009  | 27 dicembre 2009 |
| 9  | Journey to the Center of the Bat! | Viaggio nel corpo di Batman            | 30 gennaio 2009  | 3 gennaio 2010   |
| 10 | The Eyes of Despero!              | L'attacco di Despero                   | 6 febbraio 2009  | 10 gennaio 2010  |
| 11 | Return of the Fearsome Fangs!     | Il ritorno dei terribili tre           | 20 febbraio 2009 | 17 gennaio 2010  |
| 12 | Deep Cover for Batman! (1)        | Il mondo parallelo                     | 27 febbraio 2009 | 24 gennaio 2010  |
| 13 | Game Over for Owlman! (2)         | Game over, gufo nero                   | 6 marzo 2009     | 31 gennaio 2010  |
| 14 | Mystery in Space!                 | Mistero nello spazio                   | 13 marzo 2009    | 6 febbraio 2010  |
| 15 | Trials of the Demon!              | La ricerca dell'immortalità            | 20 marzo 2009    | 7 febbraio 2010  |
| 16 | Night of the Huntress!            | La notte di Huntress                   | 8 maggio 2009    | 13 febbraio 2010 |
| 17 | Menace of the Conqueror Caveman!  | La minaccia del cavernicolo            | 15 maggio 2009   | 14 febbraio 2010 |
| 18 | The Color of Revenge!             | Il colore della vendetta               | 22 maggio 2009   | 20 febbraio 2010 |
| 19 | Legends of the Dark Mite!         | Bat-Mike come Batman                   | 29 maggio 2009   | 21 febbraio 2010 |
| 20 | Hail the Tornado Tyrant!          | Il figlio di Tornado Rosso             | 5 giugno 2009    | 27 febbraio 2010 |
| 21 | Duel of the Double Crossers!      | Scontro nell'arena                     | 12 giugno 2009   | 28 febbraio 2010 |
| 22 | Last Bat On Earth!                | Gorilla Grodd e l'esercito delle tigri | 19 giugno 2009   | 2010             |
| 23 | When OMAC Attacks!                | OMAC all'attacco                       | 16 ottobre 2009  | 2010             |
| 24 | The Fate of Equinox!              | Il destino di Equinox                  | 23 ottobre 2009  | 2010             |
| 25 | Mayhem of the Music Meister!      | L'incantesimo di Music Meister         | 6 novembre 2009  | 2010             |
| 26 | Inside the Outsiders!             | Gli incubi degli outsiders             | 13 novembre 2009 | 2010             |

## L'ascesa di Blue Beetle
Team up Freccia Verde, Blue Beetle, Villan Mago del Tempo, Chancellor
Batman e Freccia Verde combattono il Mago del Tempo, e il loro scontro viene visto in TV. Due ragazzi, ammiratori di Batman, assistono allo scontro dalla TV. Uno di essi ossia Jaime Reyes, una volta rimasto solo, viene reclutato proprio da Batman: infatti il giovane è Blue Beetle. Batman chiede il suo aiuto per distruggere una cometa in collisione con la terra, ma l'armatura del giovane teletrasporta i due eroi in un pianeta lontano, dove i nativi vengono catturati da criminali alieni per estrarre dai loro corpi (simili ad amebe) una sostanza combustibile. I nativi erano stati salvati da un precedente Blue Beetle e si aspettano di esserlo nuovamente. Consigliato da Batman, il giovane inciterà i nativi a ribellarsi, anche se questi sono male armati. Il primo scontro volge a favore dei due eroi, ma il capo dei criminali, Chancellor, libera sé stesso e i suoi seguaci dopodiché, con uno strano gong, disattiva l'armatura di Blue Beetle. Mentre Batman e gli alieni vengono legati, Chancellor riesce a impadronirsi dello scarabeo, diventando il nuovo Beetle. Batman, liberatosi, lo affronta, mentre Jaime, liberatosi dalla macchina che lo teneva prigioniero mandandola in corto circuito con uno sputo, usa il gong per riprendersi lo scarabeo e sconfiggere il criminale. Batman e Blue Beetle tornano sulla Terra in tempo per distruggere la cometa. Batman ammette tra sé di aver coinvolto Blue Beetle per valutarne il potenziale a essere un eroe, ma che adesso lo è diventato.

## Terrore sull'isola dei dinosauri
Team up con Fire e Plasticman, Villain Gentleman Ghost e Grood
Batman e Plasticman inseguono Gentleman Ghost che ha appena commesso una rapina. Quando un batarang taglia i sacchi pieni di denaro, Plasticman incomincia a raccogliere le banconote, lasciando a Batman l'inseguimento. Il Cavaliere Oscuro viene messo in difficoltà dal criminale, ma un provvidenziale intervento dell'eroina Fire gli permette di colpire Gentleman Ghost e ammanettarlo con tirapugni e manette di supermetallo (in grado di afferrare i fantasmi). L'episodio prosegue con Batman e Plasticman sul Batwing, dove l'uomo pipistrello rimprovera il proprio collega per il suo comportamento avido, spingendo quest'ultimo a ricordare il fatto che fu proprio Batman, durante una rapina di Kite Man, per il quale egli lavorava come sgherro, a farlo cadere in una cisterna di prodotti chimici per mezzo dei quali ora è dotato di super poteri (come viene visto in un flashback). I due intervengono alla segnalazione di un attacco a una nave di lusso, scontrandosi con Gorilla Grood, a capo di un esercito di scimmie che cavalcano pterosauri. Grood ipnotizza Batman in modo da colpire il Batwing con un missile, ma Plasticman riesce a far rinvenire l'amico. Il Batwing viene abbattuto, ma i due eroi si salvano. Plasticman si trasforma in un deltaplano, e i due atterrano su un'isola che Batman riconosce come l'isola dei dinosauri. Scampati gli attacchi di animali preistorici, trovano la base di Grood. Superate le telecamere a infrarossi, Plasticman, peccando di sicurezza, fa scattare un allarme. Grood esce con alcuni dei suoi gorilla, cavalcando triceratopi e affrontando Batman, mentre Plasticman viene afferrato da Pterosauri cavalcati da altri gorilla. Batman, questa volta, ha le sue contromisure contro il controllo mentale di Grood, ma ha la peggio. Plasticman, sconvolto, cambia forma sfuggendo alla presa dei pterosauri ma venendo scagliato lontano. Deciso a soccorrere Batman ammette (in un flashback) che il cavaliere oscuro lo aveva salvato dai prodotti chimici, dopodiché convincendolo a testimoniare contro Kite Man aveva garantito per lui la libertà sulla parola. Mentre Grood rivela a Batman di aver perfezionato un raggio che trasforma gli uomini in scimmie e una macchina che estende gli effetti sul pianeta, Batman si libera e ingaggia una lotta contro Grood e i suoi gorilla. Plasticman, penetrato nella base del criminale, si ritrova nella sua stanza del tesoro che finisce per depredare inghiottendo lingotti d'oro e preziosi. Carico del bottino, raggiunge Batman, che è stato trasformato in un gorilla. Plasticman, colpen
dosi lo stomaco, sputa il malloppo sui gorilla, mentre Batgorilla cerca di fermare la macchina di Grood, ora in funzione. Batman riesce a sabotare la macchina, che ora trasforma gli uomini, e a tornare al suo aspetto originale, ma non è il solo: ora anche Grood è un umano. L'episodio finisce con Plasticman che restituisce spontaneamente tutto il malloppo di Grodd.

## Attacco sottomarino
Team up con Atom e Aquaman, Villain Faust, Ocean Master e Black Manta
l'episodio inizia con Batman incatenato dallo stregone Faust, che sta aprendo il vaso di Pandora. con dei trucchi e l'aiuto di Atom, Batman si libera e ferma lo stregone. Poi sorvolando l'oceano, rileva un'attività sismica vicino Atlantide, cambia configurazione al suo veicolo e si immerge, in tempo per salvare Aquaman da un attentato. Aquaman accoglie cordialmente il difensore di Gotham, che vie a sapere che il Re di Atlantide a riammesso a palazzo il fratellastro Orm, che aveva cercato di detronizzarlo. A nulla valgono gli ammonimenti di Batman ma Aquaman lo accompagna in una infruttuosa ricerca sotto il mare, in cui annoia Batman con i suoi aneddoti e con la presenza di un dispettoso delfino. Orm, però si rivela il mandante dell'attentato, e alleato con Black Manta. Dopo essere stati attaccati da una balena e due pesci spada, che no poteva controllare telepaticamente a causa di un congegno, Aquaman interrompe la perlustrazione per partecipare a una cerimonia ad Atlantide. Batman interviene vedendo Orm versare delle gocce nella coppa di Aquaman. Questi rivela che si trattava di una sostanza innocua, e ordina alle sue guardie di scortare Batman in superficie, poi accetta la richiesta del fratello di parlare in privato, ma Orm, proclamandosi, Ocean Master, lo aggredisce, e lo sopraffà con l'aiuto di Black Manta. Batman, mentre viene portato via dai soldati (i realtà controllati da Black Manta), individua una macchina responsabile dell'attività sismica. I catene, Aquaman mette i uardia il fratellastro contro Black manta, Orm lo deride, ma viene aggredito proprio da Black Manta. che si impossessa del Tridente di Poseidone. Il criminale sta per attivare la sua macchina, quando interviene Batman, liberatosi. Aquaman richiama alcuni molluschi addestrati (non potendo usare la sua telepatia per comunicare con animali marini, perché impedito da un congegno di Black Manta), libera il fratello e concorda con lui una tregua. Ora libero di usare i suoi poteri, Aquaman richiama le creature marine in suo soccorso e accorre in aiuto di Batman, fronteggiando e sconfiggendo Black Manta. Orm viene imprigionato e condannato ad ascoltare la biografia di Aquaman.

## L'invasione dei babbi Natale
Team up con Blue Beetle e Tornado rosso; Villain Sportmaster e Fun Haus
Durante un toreo di Bowling Natalizio di beneficenza, interviene Sportmaster con alcuni sgherri, che intrappolano i concorrenti in birilli giganti che Sportmaster vuole colpire con una boccia esplosiva, quando intervengono Batman e Blue Beetle, che velocemente mettono ko i criminali. La scena si sposta in una scuola, dove un professore tiene lezione. I realtà si tratta di Tornado Rosso, l'eroe androide, che interrompe la lezione per salvare due bambini da un furgone che aveva perso il controllo a causa del ghiaccio. Tornado Rosso viene ringraziato dal padre dei bambini, entrando in contatto con il concetto del Natale. L'androide cerca di comprendere questo concetto, inutilmente, interrompendosi per aiutare Batman che fronteggiava una invasione di alieni intenzionati a rapire Babbo Natale. I due eroi hanno la meglio sui dischi volanti nemici, che si rivelano essere giocattoli basati su un b-movie. Si ritrovano a fronteggiare Fun Haus, il quale afferma di voler rapinare o distruggere il Natale, lanciando contro i due eroi una bambola-bomba. Batman e Tornado Rosso si salvano, ma il criminale comunica loro che sta per far scoppiare una bomba, che i due devono cercare. Durante la ricerca che si rivelerà essere un diversivo, Tornado Rosso pone a Batman domande sul Natale, ma questi ammette di non possedere spirito natalizio. L'androide gli porge un pacco, contenente una tazza con su scritto "il migliore detective al mondo. Batman ricorda quando, da bambino, Bruce Wayne si aspettava di ricevere un giocattolo, ma invece ricevette uno schiaccianoci, cimelio di famiglia, reagendo male e buttando l'oggetto, rompendolo in pezzi che il maggiordomo Alfred raccolse. Riavutosi dai ricordi, ringrazia Tornado, affermando di non poter contraccambiare, Ma tornado afferma di sapere che la bellezza del Natale sta nel fare, non nel ricevere regali, anche se questo non lo porta a comprendere il Natale. Batman afferma che l'emozione che si dovrebbe provare è una specie di esplosione emotiva. Vedendo un bambino piangere perché il padre non può comprargli il giocattolo desiderato, in quanto esaurito nei negozi, Bruce ricorda che i genitori, per consolarlo del mancato regalo, lo avevano portato al cinema, a vedere un film d'azione, ma la serata ebbe un finale tragico... Riavutosi dal triste ricordo, Batman si rende conto che il giocattolo più desiderato dai bambini in quel periodo ha il marchio di fabbrica di Fun Haus. Il giocattolo (una specie di robot o super eroe) si anima, uscendo dalle confezioni e rubando nelle case. I due eroi scovano il covo di Fun Haus che utilizza i robottini per assemblarli in un robot gigante, con cui attacca. Mentre Batman mette in salvo i civili, Tornado Rosso affronta il robot gigante, dado fondo a tutte le sue energie nonostante Batman lo esortasse a stare attento, ed esplodendo dopo aver sconfitto il nemico. Fun Haus viene portato via dalla polizia, mentre i tecnici dei laboratori Star portano via i resti di Tornado Rosso per ri-assemblarlo. Tornado rosso afferma che esplodendo, ha finalmente compreso il natale. Richiamata col telecomando la Batmobile ed entratovi, Bruce trova su un sedile un pacchetto, dentro al qual c'è il vecchio schiaccianoci ricevuto quel fatidico tale. Sorridendo, rivolge un ringraziamento ad Halfred.

## Il cavaliere oscuro
Team up: Lanterne Verdi Guy Garner e Kilowag, Freccia Verde, Merlino Etrigan/Jason Blood; Villain: Alieno e Morgana
Chiamato dalle Lanterne Verdi per aiutare Guy Garner, Batman è a Oa. Lui e Garner rinchiudono un prigioniero, quando si imbattono in Kylowag. Guy prende in giro il minuscolo prigioniero del collega, versandogli addosso del caffè, ma Batman lo redarguisce: infatti, la razza aliena del prigioniero, se bagnata, s'ingigantisce. Questo avviene e il prigioniero, liberatosi, attacca e tiene testa a molte Lanterne. Batman, però, costruisce un dispositivo che disidrata il nemico, rimpicciolendolo. A Guy, per punizione, non rimane che ripulire tutto.
Alla prigione di Gotham, è in corso un'evasione. Batman e Freccia Verde intervengono, atterrando in un'amichevole competizione 26 criminali ciascuno (si riconoscono villain tipici del vecchio telefilm di Batman degli anni 50, tra cui Testa d'uovo, Re Tut, Luis Lilà, Bookwarm). Raggiunto un altro galeotto in fuga, questi si rivela essere Merlino, e trasporta i due eroi nel Medio evo, rivelando che Morgana ha spodestato Artù e che l'unico modo per sconfiggerla, e liberare il re e i cavalieri da un sortilegio che li ha pietrificati, è estrarre nuovamente Excalibur dalla roccia; una profezia ha rivelato al mago che uno dei due vigilanti potrebbe essere il prescelto. Morgana manda contro i tre il cavaliere Jason Blood, trasformato nel demone Etrigan, ma Batman e Freccia Verde hanno la meglio. Arrivati al castello dove è custodita la spada, Merlino esorta Batman, che secondo lui è il prescelto, a estrarre la spada, ma intervengono Morgana ed Etrigan. Sconfitto Freccia Verde, con un incantesimo Morgana trasforma Batman in un cavaliere sotto il suo controllo affinché le consegni la spada. Merlino affronta Etrigan cercando di sottometterlo, ma preferendo poi lanciare un incantesimo su Batman per liberarlo. Batman cerca di estrarre la spada, ma fallisce. Morgana si trasforma in drago, ma viene momentaneamente bloccata da una freccia di Freccia Verde, che prova a sua volta a estrarre, inutilmente, Excalibur. Batman capisce di dover tentare insieme all'amico, e i due estraggono la spada. Morgana è sconfitta, e Merlino, esasperato dalla continua discussione tra i due eroi, li rimanda nel presente. Tornati al penitenziario, ricevono un allarme da Star City, ed entrambi partono, scommettendo su quale auto sarebbe stata più veloce.

## Arrivano gli Outsider!
Team up con B'wana Beast, Wildcat, Fulmine nero, Metamorfo katana; Villain Black Manta, Slag
Black Manta usa un gigantesco robot trepiede per sequestrare un camion valori, viene inseguito da Batman sulla sua moto e da B'wana Beast, che fonde un cavallo con un ragno per l'inseguimento. Quando il criminale raggiunge il mare, B'wana Beast fonde uno squalo con un pellicano, e la nuova creatura riesce ad entrare ella cabina del robot. Black Manta è catturato e Batman ammette l'utilità dei poteri dell'alleato, pur trovandoli rozzi.
Batman e Wildcat si allenano su un ring. Finito l'allenamento, Wildcat si lamenta di non avere nessuno da alleare, e Batman afferma che è un bene, visto il recente infarto avuto dall'amico ed ex mentore. Batman riceve un allarme e Wildcat si offre di aiutarlo. In un centro commerciale, Fulmine Nero, Katana e Metamorfo, gli Outsiders stanno distruggendo gli stand in una forma di protesta contro il consumismo. Mentre Batman se la vede con Fulmine Nero, Wildcat affronta Katana e Megamorfo, trovandosi in difficoltà: bloccato da Meamorfo, trasformato in pietra, sta per essere colpito da Katana, quando Batman l'attacca con i suoi bataran, liberando l'amico da Megamorfo, che si trasforma in acqua; i due eroi, bagnati, vengono colpiti da Fulmine Nero, quindi gli Outsiders fuggono. Batman esorta Wildcat a fermarsi e riposare, ma l'anziano vigilante segue la Batmobile con la sua moto. Gli outsiders scendono in metropolitana. Wildcat afferma che solo la sua moto può inseguirli, ma Batman sgancia dalla Batmobile la batmoto. nuovo scontro tra i due gruppi. Mentre Batman si ritrova a fronteggiare Kataa e Fulmine nero, Wildcat si batte con Metamorfo. Questi per evitare un pugno di Wildcat si trasforma in pietra, ma il vecchio vigilante ferma il colpo e spinge l'avversario sulle rotaie. In quel momento sta arrivando un treno e Wildcat soccorre Metamorfo, che però si dissolve in fumo. Batmansalva l'amico ma gli Outsiders sono fuggiti. In un cunicolo, Fulmie Rosso è preoccupato di dover far rapporto a Slag. Batman e Wildcat discutono tra loro, Batman fa notare al'amico che per due volte gli Outsiders sono scappati perché ha dovuto soccorrerlo. Intanto, usando uno dei suoi apparecchi che Wildcat critica tanto, Batman trova il passaggio segreto usato dagli Outsiders per la fuga. Slag riceve il rapporto dagli Outsiders, e ordina loro di eliminare gli inseguitori. Wildcat fa scattare una trappola e viene intrappolato, con batman in un container. Megamorfo, trasformatosi in gas, addormenta i due, che si risvegliano appesi di fronte a Slag, che abbassa una leva facendoli scendere. Wildcat ammette le sue responsabilità, e Batman confessa di aver voluto che si ritirasse dalla lotta al crimine perché gli è affezionato. Wildcat inizia a provocare Slag, che lo libera lasciando precipitare Batman in un pozzo pieno di tartarughe mutanti giganti. Mentre Batman sconfigge i mostri, Wildcat ha la meglio su Salag, e lo butta in un corso di rifiuti chimici. L'anziano lottatore esorta gli Outsiders a cambiare vita, raccontando di aver avuto anche lui un'esistenza da emarginato, e dichiarandosi disposto a insegnare loro, Quando Slag riemerge, trasformato in un mostro tentacolare. Wildcat viene colpito, ma gli Outsiders fronteggiano il loro ex capo. Batman e Wildcat si tuffano nella mischia, ma quest'ultimo ha un infarto. Grazie a un buon gioco di squadra, Slag viene sconfitto, quando si accorgono di Wildcat. Katana, parlando per la prima volta, ordina a Metamorfo di trasformarsi in ossigeno ed entrare nei polmoni di Wildcat, e a Fulmine Nero di usare i suoi poteri come un defibrillatore. Rinvenuto, Wildcat accoglie gli Outsiders nella sua palestra, dando loro la possibilità di diventare degli eroi.

## Il risveglio del caduto
Batman è nel futuro. Insieme a due compagni, un umano e un cane umanoide, cerca di raggiungere la statua della libertà, sulla cui torcia c'è la capsula temporale che lo riporterà a casa. Sono inseguiti da topi umanoidi, ma Batman li fronteggia e li vince. Arrivati alla fiaccola, Batman è restio a lasciare i compagni, ma questi lo esortano ad andare e a portare un vaccino, contenuto in un cilindro da loro trasportato. Andandosene, il Cavaliere Oscuro dice loro di guardare nella narice destra della statua, e lì trovano una nuova capsula temporale.
Batman si ritrova come morto, a séguito di uno scontro col Fantasma Gentiluomo, intenzionato a risvegliare un'armata di morti per attaccare il mondo moderno. Con l'aiuto di Deathman nel piano spirituale e di Freccia Verde e Speedy in quello mortale, il piano di conquista viene sventato e il Fantasma Gentiluomo viene trascinato nell'oltretomba dai fantasmi da lui stesso evocati. Tre mesi dopo in Asia, Batman è prigioniero di un gruppo di criminali. Il capo estrae una spada per ucciderlo, ma viene posseduto da Deathman, che libera Batman e si scaglia con lui contro i criminali.

## La caduta di Blue Beetle
- Titolo originale: Fall of the Blue Beetle!
- Regia: Brandon Vietti
- Sceneggiatura: James Krieg

### Trama
Blue Beetle (Jamie Reyes) entra in crisi quando distrae Batman dal catturare il Dottor Polaris. Torna così a Hub City, dove viene ricondotto dal precedente Blue Beetle, che gli mostra dei progetti per un futuro sostenibile. Jamie accetta di aiutarlo, ma in realtà quello non era il suo predecessore, il Blue Beetle Ted Kord, bensì suo fratello Jarvis Kord, che cerca invece di impadronirsi del mondo. Insieme a Batman, Jamie sconfigge Jarvis.

## Viaggio nel corpo di Batman
- Titolo originale: Journey to the Center of the Bat!
- Regia: Michael Chang
- Sceneggiatura: Matt Wayne

### Trama
Elongated Man e Plastic Man cercano di catturare Babyface, ma è grazie all'intervento di Batman che il criminale viene fermato.
In seguito, Batman viene contagiato con delle tossine tossiche dal mostro Chemo: mentre Atom e Aquaman si rimpiccioliscono ed entrano nel corpo dell'Uomo Pipistrello per sconfiggere gli organismi nocivi, Batman affronta e sconfigge Brain, colui che guidava Chemo.

## L'attacco di Despero
- Titolo originale: The Eyes of Despero!
- Regia: Ben Jones
- Sceneggiatura: J.M. DeMatteis

### Trama
Dopo aver sconfitto Wotan con l'aiuto del Dottor Fate, Batman viene raggiunto da un anello delle Lanterne Verdi: Despero ha sconfitto il Corpo e Hal Jordan è scomparso. Batman si reca nel quartier generale, e trova Sinestro, Guy Gardner e G'nort. Insieme, i tre fronteggiano Despero nel suo tentativo di distruggere la Terra grazie alla Lanterna Mogo, il pianeta vivente. Mentre Gardner impedisce a Sinestro l'estremo e folle gesto di distruggere Mogo, Batman ferma definitivamente Despero.